# Shadow Watch
Shadow Watch ist ein rundenbasiertes Strategiespiel, das von Red Storm Entertainment entwickelt wurde und 2000 bei Take 2 Interactive für Microsoft Windows erschien. Es wurde 2015 bei GOG.com digital wiederveröffentlicht.

## Handlung
Eine international agierende Raumfahrt- und Elektronikfirma versucht ihre Niederlassungen gegen Terrorismus und Korruption zu schützen und setzt dabei auf sechsköpfige Spezialeinheiten.

## Spielprinzip
Das Spiel simuliert den Häuserkampf in isometrischer Perspektive. Zu den Missionszielen zählen dabei unter anderem Entführung, Diebstahl oder Überwachung. Das Team wird vor dem Einsatz von dem Spieler zusammengestellt. Jedes Mitglied hat Spezialfähigkeiten. Nach erfolgreichem Abschluss eines Einsatzes erhalten diese Erfahrungspunkte. Die Kampagne besteht aus 16 Missionen. Abhängig von den Antworten verhörter Zeugen sind unterschiedliche Spielverläufe möglich.

## Rezeption
PC Joker verglich das Spiel mit SWAT 3. Die isometrische Cartoon-Grafik sei zwar originell, aber sehr unübersichtlich und hässlich. Alexander Geltenpoth von PC Action bezeichnete den Grafikstil als eigenwillig und eintönig. Die Auflösung sei mit 640 × 480 Bildpunkten zu detailarm. Die Hintergrundgeschichte und die Missionen seien hingegen interessant gestaltet. Ebenso sei Musik und Sprachausgabe gut gelungen. Damian Knaus von PC Player empfand das Spiel als langatmig und die Grafik als veraltet. PC Games machte Ähnlichkeiten zu Jagged Alliance 2 aus. Jedoch seien die Karten deutlich kleiner. Die Grafik erinnere an Comics, wobei die Animationen holprig geraten seien.